# Otto Fredrikson
Otto Henrik Fredrikson (Valkeakoski, 30 novembre 1981) è un ex calciatore finlandese, di ruolo portiere.

## Carriera

### Club

#### Gli inizi
Fredrikson ha cominciato la carriera nelle giovanili dell'Haka, per poi entrare a far parte di quelle dell'OLS. Nell'OLS ha avuto modo di giocare le prime partite di campionato della sua carriera, nella II divisioona. Nel 2000 si è trasferito al Tervarit, formazione militante nella I divisioona, in cui ha giocato per un biennio. Nel 2001 è stato messo sotto contratto dai tedeschi del Borussia Mönchengladbach, per cui ha giocato per due anni e mezzo senza mai scendere in campo con la prima squadra.

#### Jaro
Lasciato il Borussia Mönchengladbach in data 19 dicembre 2003, Fredrikson è tornato in patria per giocare nello Jaro. Ha esordito nella Veikkausliiga in data 7 maggio, nella sconfitta per 2-0 in casa dell'Haka. Nel biennio in cui è rimasto in squadra, Fredrikson ha giocato tutte le 52 partite di campionato dello Jaro, che ha chiuso entrambe le stagioni all'11º posto in classifica.

#### Lillestrøm
Terminata l'esperienza allo Jaro, Fredrikson si è trasferito ai norvegesi del Lillestrøm. Ha debuttato in Eliteserien in data 28 maggio 2006, schierato titolare nella sconfitta casalinga per 1-2 contro il Sandefjord. Nella prima stagione in squadra, ha ricoperto il ruolo di secondo portiere. Dall'anno successivo il suo spazio è aumentato e ha contribuito alla vittoria del Norgesmesterskapet 2007. È rimasto al Lillestrøm fino al termine del campionato 2009.

#### Spartak-Nal'čik
Nel 2010, è stato messo sotto contratto dai russi dello Spartak-Nal'čik. Ha disputato il primo incontro nella Prem'er-Liga in data 13 marzo 2010, schierato titolare nel pareggio per 0-0 in casa dell'Anži. È rimasto in squadra per due stagioni, 48 presenze nella massima divisione locale. Durante questa esperienza ha subito un grave infortunio al ginocchio che gli ha impedito di giocare per circa 14 mesi, finché a luglio 2013 non ha dichiarato d'aver quasi completato il suo recupero.

#### Lørenskog
Il 15 settembre 2014, l'allenatore del Lørenskog Vidar Gundersen ha annunciato che Fredrikson si sarebbe allenato con il resto della squadra a partire dal giorno successivo. Ha debuttato in squadra in data 20 settembre, nella sconfitta casalinga per 0-7 contro il Follo.

#### Kongsvinger ed il prestito al Vålerenga
Il 15 gennaio 2015 ha firmato ufficialmente un contratto annuale con il Kongsvinger, formazione norvegese militante nella 2. divisjon. Ha scelto la maglia numero 1. Ha esordito in squadra il 25 aprile, schierato titolare nella vittoria per 4-0 sul Rødde.
Il 2 luglio 2015, il Vålerenga ha annunciato sul proprio sito internet d'aver ingaggiato Fredrikson con la formula del prestito. La squadra aveva infatti ricevuto una deroga dalla federazione locale perché Michael Langer, portiere titolare, aveva subito un infortunio che lo avrebbe tenuto lontano dai campi per almeno sei settimane; contemporaneamente, il secondo portiere Lars Hirschfeld era stato convocato dal Canada per la Gold Cup 2015. Prima di trasferirsi in prestito, che sarebbe stato valido fino al 28 luglio, Fredrikson ha rinnovato il contratto che lo legava al Kongsvinger fino al 31 dicembre 2017.
Ha esordito per il Vålerenga in data 5 luglio, schierato titolare nella vittoria per 1-2 sul campo dell'Odd. L'11 luglio, nella partita vinta per 2-0 contro il Sandefjord, ha subito un'ammonizione: diffidato in virtù di due cartellini gialli ricevuti con la maglia del Kongsvinger, avrebbe così saltato la successiva sfida di campionato contro la sua ex squadra del Lillestrøm e per questo motivo il suo prestito è stato interrotto con qualche giorno d'anticipo, con il giocatore che ha fatto ritorno alla squadra d'appartenenza.
Il 26 settembre, con la vittoria per 4-0 sul Nardo, il suo Kongsvinger si è assicurato la promozione in 1. divisjon con quattro giornate d'anticipo sulla fine del campionato. Il 22 marzo 2016, Fredrikson è stato nominato nuovo capitano del Kongsvinger. Il 30 novembre successivo ha ufficializzato il suo addio al Kongsvinger.

#### Tromsø
A causa di un grave infortunio al legamento subito da Filip Lončarić, il Tromsø è dovuto tornare sul mercato per cercare un nuovo portiere: in data 25 aprile 2017, la scelta è caduta su Otto Fredrikson, che aveva già ricevuto un incarico in società nei mesi precedenti. Il 21 novembre ha dichiarato che quella in corso sarebbe stata l'ultima stagione da calciatore attivo.

### Nazionale
Fredrikson ha partecipato al campionato mondiale Under-20 2001 con la sua Nazionale. Successivamente, ha rappresentato anche la selezione Under-21. Dal 2008 al 2011, ha totalizzato 13 presenze con la Nazionale maggiore: la prima di queste è datata 29 maggio 2008, nella vittoria per 0-2 contro la Turchia a Duisburg.

## Statistiche

### Presenze e reti nei club
Statistiche aggiornate al 30 novembre 2017.
| Stagione                   | Club                       | Campionato                 | Campionato | Campionato | Coppe nazionali | Coppe nazionali | Coppe nazionali | Coppe continentali | Coppe continentali | Coppe continentali | Supercoppe | Supercoppe | Supercoppe | Totale | Totale |
| Stagione                   | Club                       | Comp                       | Pres       | Reti       | Comp            | Pres            | Reti            | Comp               | Pres               | Reti               | Comp       | Pres       | Reti       | Pres   | Reti   |
| -------------------------- | -------------------------- | -------------------------- | ---------- | ---------- | --------------- | --------------- | --------------- | ------------------ | ------------------ | ------------------ | ---------- | ---------- | ---------- | ------ | ------ |
| 1998                       | OLS                        | 2D                         | 2          | -?         | CF+CdL          | ?               | -?              | -                  | -                  | -                  | -          | -          | -          | 2+     | -?     |
| 1999                       | OLS                        | 1D                         | 20         | -?         | CF+CdL          | ?               | -?              | -                  | -                  | -                  | -          | -          | -          | 20+    | -?     |
| Totale OLS                 | Totale OLS                 | Totale OLS                 | 22         | -?         |                 | ?               | -?              |                    | -                  | -                  |            | -          | -          | 22+    | -?     |
| 2000                       | Tervarit                   | 1D                         | 25         | -?         | CF+CdL          | ?               | -?              | -                  | -                  | -                  | -          | -          | -          | 25+    | -?     |
| 2001                       | Tervarit                   | 1D                         | 15         | -?         | CF+CdL          | ?               | -?              | -                  | -                  | -                  | -          | -          | -          | 15+    | -?     |
| Totale Tervarit            | Totale Tervarit            | Totale Tervarit            | 40         | -?         |                 | ?               | -?              |                    | -                  | -                  |            | -          | -          | 40+    | -?     |
| 2001-2002                  | Borussia M'gladbach        | BL                         | 0          | 0          | CG              | 0               | 0               | -                  | -                  | -                  | -          | -          | -          | 0      | 0      |
| 2002-2003                  | Borussia M'gladbach        | BL                         | 0          | 0          | CG              | 0               | 0               | -                  | -                  | -                  | -          | -          | -          | 0      | 0      |
| lug.-dic. 2003             | Borussia M'gladbach        | BL                         | 0          | 0          | CG              | 0               | 0               | -                  | -                  | -                  | -          | -          | -          | 0      | 0      |
| Totale Borussia M'gladbach | Totale Borussia M'gladbach | Totale Borussia M'gladbach | 0          | 0          |                 | 0               | 0               |                    | -                  | -                  |            | -          | -          | 0      | 0      |
| 2004                       | Jaro                       | VL                         | 26         | -?         | CF+CdL          | ?               | -?              | -                  | -                  | -                  | -          | -          | -          | ?      | -?     |
| 2005                       | Jaro                       | VL                         | 26         | -?         | CF+CdL          | ?               | -?              | -                  | -                  | -                  | -          | -          | -          | ?      | -?     |
| Totale Jaro                | Totale Jaro                | Totale Jaro                | 52         | -?         |                 | ?               | -?              |                    | -                  | -                  |            | -          | -          | ?      | -?     |
| 2006                       | Lillestrøm                 | ES                         | 2          | -5         | CN              | 1               | -1              | -                  | -                  | -                  | -          | -          | -          | 3      | -6     |
| 2007                       | Lillestrøm                 | ES                         | 13         | -15        | CN              | 5               | -3              | CU                 | 1                  | -1                 | -          | -          | -          | 19     | -19    |
| 2008                       | Lillestrøm                 | ES                         | 19         | -29        | CN              | 2               | -2              | CU                 | 1                  | -4                 | -          | -          | -          | 22     | -35    |
| 2009                       | Lillestrøm                 | ES                         | 19         | -31        | CN              | 3               | -5              | -                  | -                  | -                  | -          | -          | -          | 22     | -36    |
| Totale Lillestrøm          | Totale Lillestrøm          | Totale Lillestrøm          | 53         | -80        |                 | 11              | -11             |                    | 2                  | -5                 |            | -          | -          | 66     | -96    |
| 2010                       | Spartak-Nal'čik            | PL                         | 22         | -?         | CR              | ?               | -?              | -                  | -                  | -                  | -          | -          | -          | ?      | -?     |
| 2011-2012                  | Spartak-Nal'čik            | PL                         | 26         | -?         | CR              | ?               | -?              | -                  | -                  | -                  | -          | -          | -          | ?      | -?     |
| Totale Spartak-Nal'čik     | Totale Spartak-Nal'čik     | Totale Spartak-Nal'čik     | 48         | -?         |                 | ?               | -?              |                    | -                  | -                  |            | -          | -          | ?      | -?     |
| set.-dic. 2014             | Lørenskog                  | 2D                         | 3          | -8         | CN              | -               | -               | -                  | -                  | -                  | -          | -          | -          | 3      | -8     |
| gen.-lug. 2015             | Kongsvinger                | 2D                         | 10         | -7         | CN              | 0               | 0               | -                  | -                  | -                  | -          | -          | -          | 10     | -7     |
| lug. 2015                  | Vålerenga                  | ES                         | 2          | -1         | CN              | -               | -               | -                  | -                  | -                  | -          | -          | -          | 2      | -1     |
| lug.-dic. 2015             | Kongsvinger                | 2D                         | 9          | -4         | CN              | -               | -               | -                  | -                  | -                  | -          | -          | -          | 9      | -4     |
| 2016                       | Kongsvinger                | 1D                         | 29+2       | -38+-2     | CN              | 4               | -6              | -                  | -                  | -                  | -          | -          | -          | 35     | -46    |
| Totale Kongsvinger         | Totale Kongsvinger         | Totale Kongsvinger         | 48+2       | -49+-2     |                 | 4               | -6              |                    | -                  | -                  |            | -          | -          | 54     | -47    |
| apr.-dic. 2017             | Tromsø                     | ES                         | 0          | 0          | CN              | 0               | 0               | -                  | -                  | -                  | -          | -          | -          | 0      | 0      |
| Totale                     | Totale                     | Totale                     | 259+2      | -?         |                 | 15+             | -?              |                    | 2                  | -5                 |            | -          | -          | 278    | -?     |

### Cronologia presenze e reti in nazionale
| Cronologia completa delle presenze e delle reti in nazionale ― Finlandia | Cronologia completa delle presenze e delle reti in nazionale ― Finlandia | Cronologia completa delle presenze e delle reti in nazionale ― Finlandia | Cronologia completa delle presenze e delle reti in nazionale ― Finlandia | Cronologia completa delle presenze e delle reti in nazionale ― Finlandia | Cronologia completa delle presenze e delle reti in nazionale ― Finlandia | Cronologia completa delle presenze e delle reti in nazionale ― Finlandia | Cronologia completa delle presenze e delle reti in nazionale ― Finlandia |
| Data                                                                     | Città                                                                    | In casa                                                                  | Risultato                                                                | Ospiti                                                                   | Competizione                                                             | Reti                                                                     | Note                                                                     |
| ------------------------------------------------------------------------ | ------------------------------------------------------------------------ | ------------------------------------------------------------------------ | ------------------------------------------------------------------------ | ------------------------------------------------------------------------ | ------------------------------------------------------------------------ | ------------------------------------------------------------------------ | ------------------------------------------------------------------------ |
| 29-5-2008                                                                | Duisburg                                                                 | Finlandia                                                                | 0 – 2                                                                    | Turchia                                                                  | Amichevole                                                               | -1                                                                       | 46’                                                                      |
| 19-11-2008                                                               | San Gallo                                                                | Svizzera                                                                 | 1 – 0                                                                    | Finlandia                                                                | Amichevole                                                               | -1                                                                       | 46’                                                                      |
| 12-8-2009                                                                | Solna                                                                    | Svezia                                                                   | 1 – 0                                                                    | Finlandia                                                                | Amichevole                                                               | -1                                                                       |                                                                          |
| 18-1-2010                                                                | Malaga                                                                   | Finlandia                                                                | 0 – 2                                                                    | Corea del Sud                                                            | Amichevole                                                               | -2                                                                       |                                                                          |
| 3-3-2010                                                                 | Ta' Qali                                                                 | Malta                                                                    | 1 – 2                                                                    | Finlandia                                                                | Qual. Mondiali 2010                                                      | -                                                                        | 46’                                                                      |
| 29-5-2010                                                                | Kielce                                                                   | Polonia                                                                  | 0 – 0                                                                    | Finlandia                                                                | Amichevole                                                               | -                                                                        | 68’                                                                      |
| 11-8-2010                                                                | Turku                                                                    | Finlandia                                                                | 1 – 0                                                                    | Belgio                                                                   | Amichevole                                                               | -                                                                        |                                                                          |
| 3-9-2010                                                                 | Chișinău                                                                 | Moldavia                                                                 | 2 – 0                                                                    | Finlandia                                                                | Qual. Euro 2012                                                          | -2                                                                       |                                                                          |
| 7-9-2010                                                                 | Rotterdam                                                                | Paesi Bassi                                                              | 2 – 1                                                                    | Finlandia                                                                | Qual. Euro 2012                                                          | -2                                                                       |                                                                          |
| 17-11-2010                                                               | Helsinki                                                                 | Finlandia                                                                | 8 – 0                                                                    | San Marino                                                               | Qual. Euro 2012                                                          | -                                                                        |                                                                          |
| 29-3-2011                                                                | Aveiro                                                                   | Portogallo                                                               | 2 – 0                                                                    | Finlandia                                                                | Amichevole                                                               | -2                                                                       |                                                                          |
| 11-10-2011                                                               | Budapest                                                                 | Ungheria                                                                 | 0 – 0                                                                    | Finlandia                                                                | Qual. Euro 2012                                                          | -                                                                        |                                                                          |
| 15-11-2011                                                               | Esbjerg                                                                  | Danimarca                                                                | 2 – 1                                                                    | Finlandia                                                                | Amichevole                                                               | -                                                                        | 33’                                                                      |
| Totale                                                                   |                                                                          | Presenze                                                                 | 13                                                                       |                                                                          | Reti                                                                     | -11                                                                      |                                                                          |

## Palmarès

### Competizioni nazionali
- Coppa di Norvegia: 1

Lillestrøm: 2007